# Stronghold: Crusader Extreme
Stronghold: Crusader Extreme es una versión actualizada de 2001 de la expansión de Stronghold, Stronghold: Crusader por Firefly Studios. Se ubica en el Medio Oriente en la época de las Cruzadas.
Stronghold: Crusader Extreme cuenta con adiciones de grandes ejércitos de 10.000 hombres, nuevos edificios y misiones.

## Nuevas características
Stronghold Crusader Extreme incluye las siguientes características nuevas:
- Nuevo modo Extreme, que cubre más de 10.000 unidades en el campo de batalla.
- Nuevos edificios (generación de puestos de avanzada enemigos que atacan).
- Nuevos poderes tácticos especiales (refuerzo, hospital de campaña, el ataque de volea rock, volley flecha, el equipo de ingeniería, equipo macemen, descubrir horda de oro, llamada para los caballeros).
- Nueva pista Crusader Extreme  con 20 misiones vinculadas, así como los nuevos autónomos (mapas para el modo individual o multijugador).

Además, Stronghold Crusader Extreme tiene características nuevas que se pueden obtener previamente de oponentes AI (El Wazir, el Mariscal, El Emir, The Abbot y The Nizar desde Stronghold Warchest Edition).
También contiene una versión actualizada del Stronghold Crusader original, que incluye todo, excepto para puestos de avanzada, los poderes de Dios y de la Extreme Trail cruzado.

## Recepción
El juego fue en general bien recibido por el público por sus incorporaciones de nuevos personajes, campañas y otras características, pero los críticos del juego han criticado el juego de dificultad extrema, falta de audio nuevo, y no tener calidad gráfica a la altura de un juego lanzado en 2008. GameSpot dio al juego un 3,5 sobre 10, y 1UP le dio un D-.